# 相馬敏夫
相馬 敏夫（そうま としお、1898年（明治31年）7月6日 - 1980年（昭和55年）2月24日）は、日本の大蔵官僚、実業家。官選栃木県知事、明治製糖社長。旧姓・上平。

## 経歴
長野県下伊那郡飯田町（現・飯田市）出身。上平猶一の三男として生まれる。旧制長野県飯田中学校（現・長野県飯田高等学校）から旧制愛知県立第五中学校（現・愛知県立瑞陵高等学校）へ転校し、旧制第八高等学校を経て東京帝国大学法学部に進学。1921年11月、高等試験行政科試験に合格。1922年、東京帝大法学部法律学科（独法）を卒業。大蔵省に入省し理財局属となる。1923年、相馬半治の養子となる。
以後、大蔵省銀行局勤務、英仏駐在・財務書記、横須賀税務署長、永代橋税務署長、東京地方専売局事業課長、専売局販売部販売課長、大蔵書記官・上海財務官事務所勤務、専売局参事官・長官官房総務課長、大蔵書記官・河内総領事、専売局煙草事業部長、大蔵省監理局長、東京都参事官などを歴任。
1944年11月、栃木県知事に就任し終戦を迎えた。空襲被害者の救済、食糧増産などに尽力。1946年1月、知事を辞職し退官。その後、公職追放となる。
戦後は実業界に転じ、明治製糖社長、日本精糖工業会会長、協和銀行監査役、足利銀行監査役などを務めた。

## 著作
- 編『煙草販売事務例規総攬』専売協会、1939年。
- 『キューバ訪問記』相馬敏夫、1972年。
- 編『砂糖屋のにがい思い出』[1] 不況カルテルから構造改善へ [2] 糖安法成立とその前後、[相馬敏夫]、1978年。